# 土屋兼久
土屋 兼久（つちや かねひさ、1981年2月16日 - ）は、日本の俳優。
血液型はA型。所属劇団は劇団6番シード。所属事務所はALBA。

## 人物・来歴
- 2002年 劇団6番シードへ入団
- 2014年 黄金のコメディフェスティバルにて「審査委員長 鈴木聡賞」と「俳優賞」を受賞

## 主な出演作品

### 舞台
劇団6番シード公演
- 「ペーパーカンパニー　ゴーストカンパニー」　君島勉
- 「ホテルニューパンプシャ－206」（2003年） 牧村透
- 「傷心館の幽霊」（2003年）　掛井浩
- 「テンリロ★インディアン」　椋梨拓海
- 「ギブミー・テンエン」　羽流万太郎（マン坊）
- 「ラストシャフル」　塩野元典（ノリ）
- 「TRUSH!」　ハッシュ（ボブ）
- 「露の見た夢」（2005年）　兵士ガモ
- 「最後の1フィート」　赤井克司
- 「ブルーテント　クリスマス」　救急隊員
- 「call me call you」　A班　明智
- 「MUKAIYAMAザ・トラブルマスターズ」（2006年）　椎名肇
- 「かりすま」　万吉
- 「ザ チキン☆セラピー」　金田浩次
- 「0:44の終電車」　橋上誠
- 「ラストシャフル」（2007年）　横田恭平
- 「ミキシング・レディオL⇔R(L)」　宮古田進
- 「うちに来るって本気ですか？」　御殿場忍
- 「最後の1フィート　〜一篇の映画を巡る3つの物語〜」（2008年）　北正市
- 「賊」　四図（しずか）
- 「テンリロ☆インディアン」　ヒッチハイカー：伊藤成二
- アトリエ公演『ショートストーリーズ』
「3人の男とひとりの女」青木高志
「Re：」信二／「新妻さん」新妻さん
「潜入記者今井」今井
「天気と戦う女」
- 「twelve　〜天国の待合室〜」　会計士：吉岡湧
- 「ドライビングエンゼルフィッシュ」　鱗太郎
- 「ペーパーカンパニーゴーストカンパニー」　柳田太一
- 「関ヶ原でダンス」　利功
- ショートストーリーズ〜夏の片隅でみつけた6つの物語〜
「バスケットボールダイアリーズ」茶々見知留
「Re:」ユウ（男）
「オレンジ新撰組」梟夜吉
「天気と戦う女」
- 「ザ・ボイスアクター〜アニメーション&オンライン〜」魚来まこと（東京公演）／日野優
- 「ホテルニューパンプシャー206」　郡山真二
- 「ギブミーテンエン〜昭和29年のクリスマス〜」　水島
- 「天国の待合室」　源風幸太郎
- 「ボイルド・シュリンプ&クラブ」　橋上誠／星一二三
- 「傭兵ども！砂漠を走れ！」 伍長（サバンナ編）／ミズシマ（オアシス編）
- 「call me call you」　大楽克己
- 「Dear Friends」　指向井彰
- 「オレンジ新撰組リターンズ」　歩太
- 6C×BCS〜夏のショートストーリーズ〜
「暗殺者の預言と預言者の暗殺」暗殺者
「ジャガーノート」チャズ
「几帳面独白道化師」テイラー
「サザンクロスの咲く丘」水島
- 「メイツ！」　渋木徹
- 「ザ・ボイスアクター」　前田屋七（おでん大佐）
- 「ふたりカオス〜黄色いハンマーを持った女と花瓶を頭に乗せた男〜」　坂宮祐次 / 田所健二 / 智嗣
- 「メイツ！」（2016年）　渋木徹
- 「Life is Numbers」
- 劇団6番シード番外公演-1/3- 「テンリロ☆インディアン」（2016年）
- 「人生の大事な部分はガムテで止まっている」
- 劇団6番シード番外公演-2/3- 「ごめんなさいが言えない人々」
- 「D・ミリガンの客」（2017年）
- 劇団6番シード番外公演-3/3- 「ある日、ぼくらは夢の中で出会う」
- 「TRUSH!」（2018年）
- 「傭兵ども！砂漠を走れ！」（2018年）

外部出演
- 「On Your Mark」（2003年）
- 深空地帯#7「ALICE」（2005年）
- Funny*Flying*Fish「襲〜かさね〜」（2007年）
- 劇団虎のこ「サムリーマン 〜ト音記号〜」（2008年）
- 劇団虎のこ「Time Trouble 齢30」（2009年）
- 劇屋いっぷく堂「SO SHOW 天国 〜パパは訴訟中〜」（2010年）
- 劇屋いっぷく堂「課長、コクっちゃえば？」（2010年）
- 宇田川美樹プロデュース公演 UDA☆MAP「ガールズトークアパートメント」（2010年）
- LIVE LIKE LIFE「らんでぶ〜」（2011年）
- しげっちん企画「FESTA1000」（2011年）
- 劇屋いっぷく堂「ウェディング葬送曲」（2012年）
- 宇宙食堂「宇宙家族ヤマザキ」（2012年）
- 劇屋いっぷく堂presents劇屋まんぷく堂「プレ・ママ」（2013年）
- LIVE LIKE LIFE「しんぷる」（2013年）
- 集団as if〜「迷中の学舎」（2013年）
- バンタムクラスステージ「Jack moment.」（2014年）
- バンタムクラスステージ＜黄金のコメディフェス2014参加作品＞「シャンタンスープ」（2014年）
- バンタムクラスステージ「かべぎわのカレンダリオ」（2015年）
- ACRAFT「アンソロジー〜この歌にねがゐをこめて〜」（2015年）
- ポップンマッシュルームぴあ野郎「錆びつきジャックは死ぬほど死にたい」（2015年）
- チームまん○「-GUNNAN JILL-」（2016年）
- liberta 9 steps「ハッピー・スーサイド・カンパニー」（2016年）
- 空飛ぶ猫☆魂「8月のウィークエンド・プロフェシー」（2016年）
- 演人の夜「夢現の物語」（2016年）
- ○組本公演「Happy Spell」（2017年）
- ○組本公演「バック・トゥ・ザ・君の笑顔」（2017年）
- 哀女「JK OF THE UNDEAD」（2018年）
- otona project「ゴリラ」（2018年）
- 犀の穴プロデュース「MODS #2　ハートに火をつけて」（2018年）

### 映像作品
- 「ロング・オービット」（2006年、監督・脚本：菅澤聖康）
- 企画演劇集団ボクラ団義「終焉少女」（2013年、監督：山岸謙太郎 / 脚本：久保田唱）
- 劇団6番シード×Project Yamaken（2015年 - 、監督：山岸謙太郎 / プロデューサー・脚本：松本陽一）
  - 「D・PROJECT」
第1弾「トウドウ編・ツチヤ警部編」
第2弾「UDA編・ヒグチ君編」
第3弾「オザワ総理編」
最終章「シーナ編・クリュウ編」